# Medemia abiadensis
Medemia argun là một loài thực vật có hoa thuộc họ Arecaceae.
Loài này chỉ có ở Sudan.
Chúng hiện đang bị đe dọa vì mất môi trường sống.